# Emma Navarro

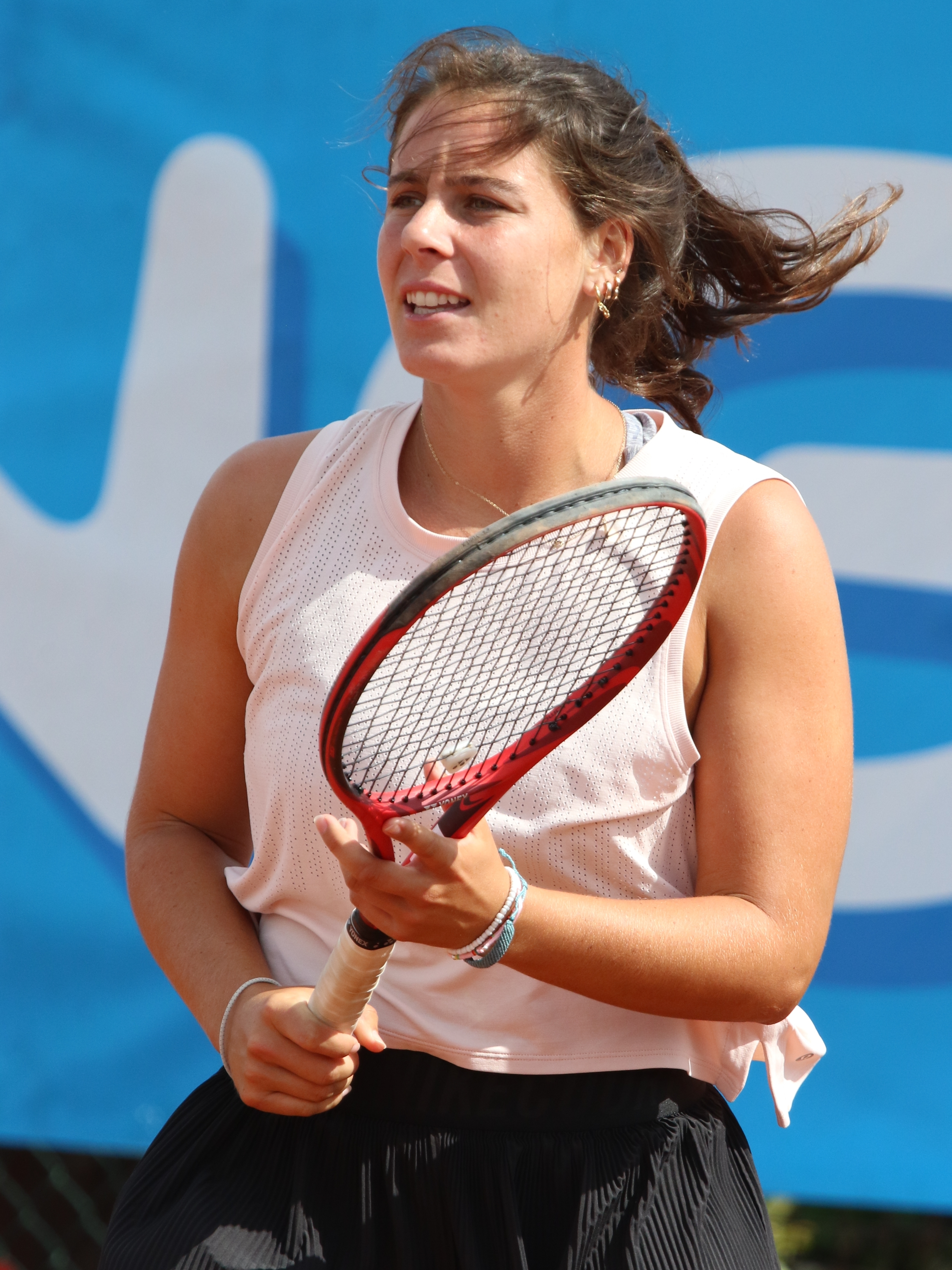
Biarritz 2021

Emma Navarro (New York, 18 mei 2001) is een tennisspeelster uit de Verenigde Staten van Amerika. Navarro begon op driejarige leeftijd met het spelen van tennis. Haar favoriete ondergrond is gravel. Zij speelt rechtshandig. Zij is actief in het internationale tennis sinds 2015.

## Loopbaan
In 2017 won Navarro met landgenote Chloe Beck het ITF-dubbelspeltoernooi van Charleston (VS). 
In 2019 wonnen zij samen het juniorendubbelspeltoernooi van Roland Garros, waar Navarro ook in het meisjesenkelspel de finale bereikte. Dat jaar speelde Navarro ook haar eerste WTA-toernooi (in Charleston) en kreeg zij met landgenote Hailey Baptiste een wildcard voor het US Open.
In augustus 2022 bereikte Navarro de halve finale op het WTA-toernooi van Vancouver – daarmee maakte zij haar entree tot de mondiale top 150 in het enkelspel.
In april 2023 won zij twee ITF-titels – daardoor kwam zij in mei binnen op de top 100. Zij stond in juli voor het eerst in een WTA-finale, op het toernooi van Båstad – zij verloor van de Servische Olga Danilović. In september bereikte zij de halve finale op het WTA 500-toernooi van San Diego door onder meer top tien-speelster Maria Sakkari te verslaan – door dit resultaat kwam zij binnen op de mondiale top 50 van het enkelspel.
In 2024 veroverde Navarro haar eerste WTA-titel, op het toernooi van Hobart, door de Belgische Elise Mertens in de finale te verslaan. In maart haakte zij nipt aan bij de top 20 van de wereldranglijst. Door het bereiken van de vierde ronde op Roland Garros steeg zij nog naar de 17e plek. In het dubbelspel van het Franse grandslamtoernooi bereikte zij, met Diana Sjnajder aan haar zijde, zelfs de kwartfinale – daarmee klom zij op de dubbelspelranglijst van positie 235 naar 120. Ook op het enkelspel van Wimbledon bereikte zij de kwartfinale. In juli haakte zij in het dubbelspel nipt aan bij de top 100 van de wereldranglijst. Op het US Open 2024 bereikte zij de halve finale – daarmee maakte zij haar entrée tot de mondiale top tien van het enkelspel.
In 2025 won Navarro haar tweede WTA-titel, op het WTA 500-toernooi van Mérida – in de finale versloeg zij de Colombiaanse Emiliana Arango met tweemaal 6–0 (een dubbele bagel).

## Persoonlijk
Navarro studeert aan de Duke University. Haar vader Ben Navarro is een Amerikaans miljardair.

## Posities op deWTA-ranglijst
Positie per einde seizoen:
| jaar | rang enkelspel | rang dubbelspel |
| ---- | -------------- | --------------- |
| 2017 | –              | 868             |
| 2018 | 763            | 696             |
| 2019 | 486            | 444             |
| 2020 | 463            | 409             |
| 2021 | 233            | 370             |
| 2022 | 143            | 1073            |
| 2023 | 38             | 501             |
| 2024 | 8              | 98              |

## Resultaten grandslamtoernooien
| Legenda | Legenda                          |
| ------- | -------------------------------- |
| g.t.    | geen toernooi gehouden           |
| l.c.    | lagere categorie                 |
| –       | niet deelgenomen                 |
| G       | uitgeschakeld in de groepsfase   |
| 1R      | uitgeschakeld in de eerste ronde |
| 2R      | uitgeschakeld in de tweede ronde |
| 3R      | uitgeschakeld in de derde ronde  |
| 4R      | uitgeschakeld in de vierde ronde |
| KF      | uitgeschakeld in de kwartfinale  |
| HF      | uitgeschakeld in de halve finale |
| F       | de finale verloren               |
| W       | het toernooi gewonnen            |
| w-v     | winst/verlies-balans             |

### Enkelspel
| toernooi        | 2021 |    | 2023 | 2024 | 2025 |
| --------------- | ---- | -- | ---- | ---- | ---- |
| Australian Open | –    | –  | 3R   | KF   |      |
| Roland Garros   | –    | 2R | 4R   | 1R   |      |
| Wimbledon       | –    | 1R | KF   | 4R   |      |
| US Open         | 1R   | 1R | HF   |      |      |

### Vrouwendubbelspel
| Australian Open | –  | –  | –  | 3R |
| Roland Garros   | –  | –  | 1R | KF |
| Wimbledon       | –  | –  | 1R | 2R |
| US Open         | 1R | 1R | 1R | –  |

## Palmares
| Legenda                 |
| ----------------------- |
| Grandslamtoernooi       |
| Olympische Spelen       |
| Year-End Championships  |
| Premier Mandatory       |
| Premier Five / WTA 1000 |
| Premier / WTA 500       |
| International / WTA 250 |
| Challenger / WTA 125    |

### WTA-finaleplaatsen enkelspel
| nr.              | finale     | toernooi           | ondergrond | tegenstandster  | score         |         |
| ---------------- | ---------- | ------------------ | ---------- | --------------- | ------------- | ------- |
| gewonnen finales |            |                    |            |                 |               |         |
| 1.               | 2024-01-13 | WTA Hobart         | hardcourt  | Elise Mertens   | 6-1, 4-6, 7-5 | details |
| 2.               | 2025-03-02 | WTA Mérida         | hardcourt  | Emiliana Arango | 6-0, 6-0      | details |
| verloren finales |            |                    |            |                 |               |         |
| 1.               | 2023-07-15 | WTA Båstad         | gravel     | Olga Danilović  | 6-7, 6-3, 3-6 | details |
| 2.               | 2024-05-19 | WTA Parijs Clarins | gravel     | Diana Sjnajder  | 2-6, 6-3, 4-6 | details |